# Хрущов Іван Петрович
Хрущов Іван Петрович (рос. Хрущов Иван Петрович, нар.8 (20) серпня 1841 — пом.25 липня (8 серпня) 1904) — російський філолог, педагог, видавець. Таємний радник від 1894 року.

## Життєпис
Народився у Костромській губернії. Походив зі старовинного дворянського роду Хрущових. Син відставного поручика лейб-гвардії Ізмайловського полку, а потім Юр'єво-Повольського повітового судді Костромської губернії Петра Івановича Хрущова (*1803-†1850) і Федосьї Михайлівни Татаринової (†1871).
Навчався спочатку в Московському університеті, потім в Петербурзькому, що закінчив у 1862 році.
Працював старшим вчителем російської словесності в Олонецькій губернській чоловічій гімназії; в 1864 р. переведений в Новгородську гімназію. У 1865 р. був відряджений на 2 роки за кордон. Після повернення в 1868 р. захистив магістерську дисертацію з історії російської літератури: «Дослідження про твори Йосипа Саніна, преподобного ігумена Волоцького» (рос. Исследование о сочинениях Иосифа Санина преподобного игумена Волоцкого). І був відряджений за кордон: в Штутгарті читав лекції з курсу історії російської словесності королеві Вюртемберзькій великій княгині Вірі Костянтинівні та герцогу Лейхтенберзькому Євгенові.
У 1870—1878 рр. — став доцентом Київського університету. Займаючи кафедру російської словесності в університеті, був першим секретарем Історичного Товариства імені Нестора літописця і інспектором Київського інституту шляхетних дівчат. У 1875 р. був підвищений до чину камер-юнкера Високого Двору.
У 1878 р. переведений в Санкт-Петербург на службу відомству Імператриці Марії; з 1879 р. був зарахований до Міністерства народної освіти, відряджений для занять в розпорядження опікуна Петербурзького навчального округу та призначений на члена постійної комісії для ведення справи народних читань в м. Санкт-Петербурзі.
У 1881—1882 роках — став чиновником особливих доручень при міністрі пошти й телеграфів, а потім чиновником особливих доручень при міністрі внутрішніх справ у справах поштового відомства; з 1882 р. — чиновник особливих доручень V класу при міністрі народної освіти І. Д. Делянова. У 1885 р. нагороджений чином камергера Високого Двору. У 1888 р. призначений бути членом основного відділу Вченого комітету Міністерства народної освіти; з 1890 р. — член Ради міністра народної освіти.
У 1896—1899 роках був опікуном Харківського навчального округу.
Був одружений з дочкою Дмитра Полєнова, Вірою Дмитрівною (*1844-†1881). На прохання Д. В. Полєнова приїжджав до маєтку в с. Вільшанку (нині с. Червоний Прапор Уваровського району Тамбовської області РФ) для приведення до ладу старовинних сімейних бібліотек Д. В. Полєнова і О. О. Воєйкова; в кінці 1892 р. їх передали в м. Тамбов і розмістили в будівлі Товариства народних читань. Для об'єднаної бібліотеки він домігся статусу «наукової», що отримала назву «Наришкінська особлива бібліотека» (рос. Нарышкинская особая библиотека) — під його керівництвом був складений друкований каталог «Перелік книг Д. В. Полєнова і О. О. Воєйкова, пожертвуваних Тамбову» (рос. Список книг Д. В. Поленова и А. А. Воейкова, пожертвованных г. Тамбову, СПб., 1894).

## Праці
Його статті з історії літератури та етнографії постійно друкувалися в «Журналі Міністерства народної освіти» (рос. Журнал Министерства народного просвещения), в «Записках географічного товариства» (рос. Записки географического общества), в «Древній і нової Росії» (рос. Древняя и новая Россия) та інших журналах. У 1870 р. в журналі «Сімейні вечори» (рос. Семейные вечера) з'явилися його «Бесіди про давню російську літературу» (рос. Беседы о древней русской литературе), де він висловився про походження й жанр «Слово о полку Ігоревім». У 1878 р. він дав докладний аналіз двох літописних повістей про похід князя Ігоря: «Про давньоруські історичні повісті й перекази. XI—XII ст.» (рос. О древнерусских исторических повестях и сказаниях. XI—XII столетие). Під псевдонімом Ілля Жучок (рос. Илья Жучек) в «Проліску» (рос. Подснежник) та в «Російському слові» (рос. Русское слово) були поміщені його розповіді з сімейних переказів «Парашин лісок» (рос. Парашин лесок) і «Няня» (рос. Няня). Окремими виданнями були випущені:
- «Історія вітчизняної літератури як предмет університетського викладання» (рос. История отечественной литературы как предмет университетского преподавания), 1874 р.;
- «Ксенія Іванівна Романова (Велика стариця черниця Марфа)» (рос. Ксения Ивановна Романова (Великая старица инокиня Марфа)), 1877 р. і 1882 р.;
- «Про літературні заслуги графа О. К. Толстого» (рос. О литературных заслугах графа А. К. Толстого), 1876 р.;
- «Про життя і праці Д. В. Полєнова» (рос. О жизни и трудах Д. В. Поленова), 1879 р.;
- «Нарис ямських і поштових установ» (рос. Очерк ямских и почтовых учреждений), 1884 р.;
- «Збірник літературних, історичних та етнографічних статей» (рос. Сборник литературных, исторических и этнографических статей), 1901 р.

та ін.

## Нагороди
Був відзначений російськими нагородами:
- Орден Святого Станіслава 1 ступеня;
- Орден Святої Анни 1 ступеня;
- Орден Святого Володимира 2 ступеня.